# Campeonato Mundial de Ginástica Rítmica de 1993
O XVII Campeonato Mundial de Ginástica Rítmica transcorreu entre os dias 4 e 7 de novembro de 1993, na cidade de Alicante, na Espanha.